# 天山对叶兰
天山对叶兰（学名：Neottia tianschanica）为兰科鸟巢兰属下的一个种。